# 純愛ジャンキー
『純愛ジャンキー』（じゅんあいジャンキー）は、葉月京による日本の漫画。『ヤングチャンピオン』（秋田書店）にて、2014年14号から2020年3号まで連載。漫画雑誌の編集者のアゲチンである純太郎が様々な女性と触れ合うラブコメ漫画。性的なシーンや女性のヌードも多い。

## あらすじ
中小出版社の春田書店に勤務する新人編集者・永楽純太郎。見た目は人畜無害草食系で、童貞風だがアゲチンという噂が立てられ、様々な美女にカラダの関係を迫られまくる。

## 登場人物

### 春田書店
永楽純太郎
春田書店に勤務する新人編集者。主に漫画誌「ヤングチャレンジャー」の編集をしている。実家は子宝を授けることで有名な神社の一人息子であり、神社の男子と交わった女性の運気が上がると、噂されていた。その噂を聞いた入江一華を抱いたため、片思いをしていた会田慧子に思いを伝えられなかった。そのため体目当ての女性ではなく、真の恋愛をしたいと願うようになる。しかし、何人かの女性と親しくなりに告白するが、恋愛関係とならず体のみのセックスフレンドとなることが多い。今村の件で一華と出会い、告白し恋人関係となる。
志伊谷 神奈
純太郎の先輩。巨乳。純太郎を弟のように可愛がっており、梅造のパワハラからも守っている。
比砂 梅造
純太郎の先輩でリーゼントが特徴。パワハラも多いが、仕事は真面目。
今村九太郎
建設会社の御曹司。一華とは異母兄弟。一華に密かに思っており、その一華を抱いた純太郎に対抗心があり、春田書店に入社する。乃亜涙華という婚約者がおり、乃亜が妊娠したため正式に結婚する。

### ヒロイン
入江一華
母親は金や男にだらしなく生活は困窮しており、そんな生活を変えるため純太郎に処女を捧げる。その後街を離れ、純太郎とは音信不通となる。その後、宝くじや投資が成功し、資金を得て成功する。その後再会した純太郎と付き合う。
会田慧子
純太郎の片思いの女性。高校卒業後家庭が困窮し、支えるためデリヘルを行うことになる。また、本番も行っていた。その後、再会した純太郎を誘惑し、自身もアゲチンの効果を得ようとするが、断られる。
出伊 かのん
そこそこ売れているグラビアアイドル。しかし、ぱっとせずキャバクラ嬢として働いている。そこで取材に来た純太郎と出会い、自分の野望のために処女を捧げる。その後の純太郎の効果か、仕事も増える。しかし、純太郎の告白は断る。その後純太郎のもとを訪れては関係を持っている。
飯塚 夏姫
グラビアアイドル。永楽純太郎が編集者を務める漫画誌『ヤングチャレンジャー』の誌面に飾っている。しかし、貧乳がコンプレックスであり、また自身も女優志望であり仕事に悩んでいた。仕事の関係で純太郎と知り合い、たまたま純太郎が「アゲチン」であるということを知り、売れっ子になりたいという強い想いで抱かれる。その後仕事は順調となり、純太郎とはセフレとなる。グラビアアイドルの仕事はやっていないが、ヤングチャレンジャーのみ仕事を受け、その後でホテルで純太郎を誘惑したが、断れられ激怒した。
江藤 美卯
漫画家の正原粟夫のアシスタント。正原の性奴隷のような関係だったが、その関係を断ち切り、他社独立してデビュー。純太郎とは別れ際に寝る。
周防 知里
純太郎が才能を見出した漫画家。
担当を外されるが、その後再び純太郎になってもらうために仕事を頑張っている。
神沼 美希子
大手の出版社「講斬社」の女性編集者。純太郎を狙っている。

## 書誌情報
- 葉月京『純愛ジャンキー』講談社〈ヤングチャンピオンコミックス〉、全15巻
  1. 2015年3月20日発売[3]、ISBN 978-4-253-15231-0
  2. 2015年4月20日発売[4]、ISBN 978-4-253-15232-7
  3. 2015年8月23日発売[5]、ISBN 978-4-253-15233-4
  4. 2015年12月18日発売[6]、ISBN 978-4-253-15234-1
  5. 2016年5月20日発売[7]、ISBN 978-4-253-15235-8
  6. 2016年10月20日発売[8]、ISBN 978-4-253-15236-5
  7. 2017年3月17日発売[9]、ISBN 978-4-253-15237-2
  8. 2017年8月18日発売[10]、ISBN 978-4-253-15238-9
  9. 2018年1月19日発売[11]、ISBN 978-4-253-15239-6
  10. 2018年5月18日発売[12]、ISBN 978-4-253-15240-2
  11. 2018年9月20日発売[13]、ISBN 978-4-253-15241-9
  12. 2019年1月18日発売[14]、ISBN 978-4-253-15242-6
  13. 2019年6月20日発売[15]、ISBN 978-4-253-15243-3
  14. 2019年10月18日発売[16]、ISBN 978-4-253-15244-0
  15. 2020年3月19日発売[17]、ISBN 978-4-253-15245-7